# Henry Herbert La Thangue

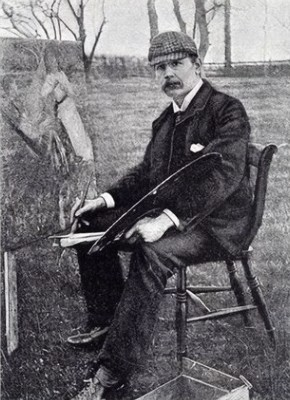
Henry Herbert La Thangue ca. 1890

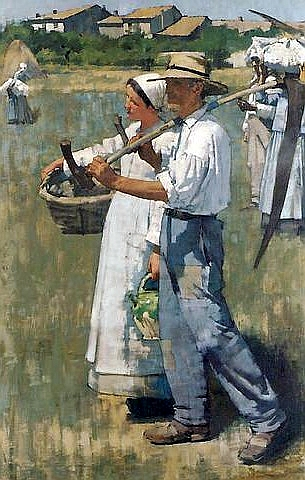
In the Dauphiné (1885)

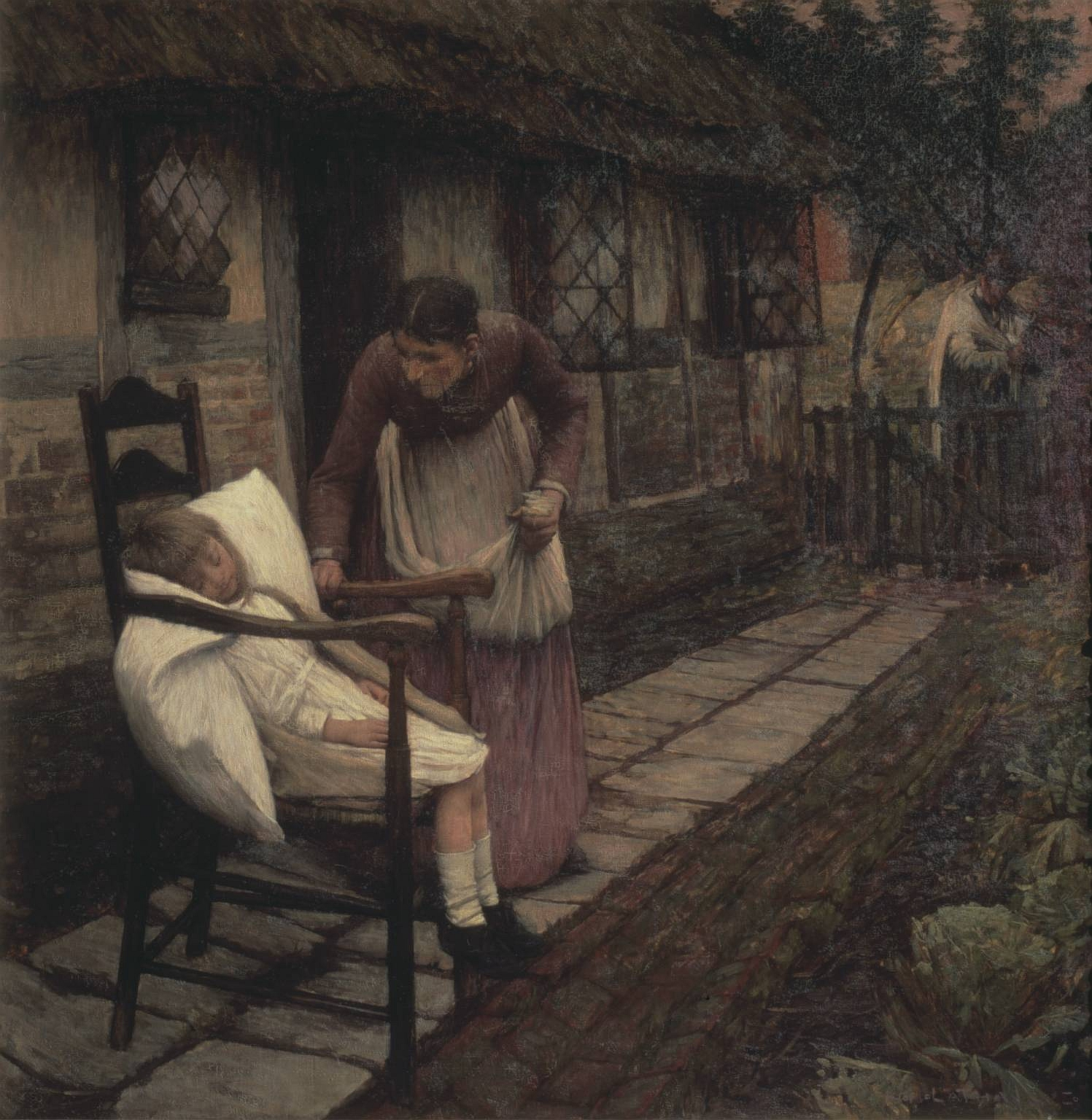
The Man with the Scythe (1896)

Henry Herbert La Thangue (* 19. Januar 1859 in London; † 21. Dezember 1929 in London) war ein britischer Maler des Naturalismus und Spätimpressionismus.

## Leben und Werk
Henry Herbert La Thangue besuchte zunächst das Dulwich College, wo er die Malerkollegen  Stanhope Forbes und Frederick Goodall kennenlernte. Er schrieb sich dann an der Lambeth School of Art ein und ging 1874 auf die Royal Academy Schools. Im Dezember 1879 wurde er von der Royal Academy of Arts mit einer Goldmedaille ausgezeichnet und erhielt ein Stipendium für die Ecole des Beaux-Arts in Paris. Zusätzlich stellte ihm Frederic Leighton als Präsident der Royal Academy ein Empfehlungsschreiben für Jean-Léon Gérôme aus, der La Thangue daraufhin drei Jahre unterrichtete. Obwohl Gérôme ein Vertreter des klassischen Stils und der akademischen Tradition war, wurde La Thangue in dieser Zeit geprägt von der Freilichtmalerei, den Naturalisten des Salon de Paris und den Arbeiten von James McNeill Whistler. La Thangue verbrachte den Sommer von 1881 und 1882 an der Küste der Bretagne zusammen mit Forbes in einem großen Kreis von Freilichtmalern, darunter auch Jules Bastien-Lepage. Ein Werk aus dieser Zeit ist Boat Builder's Yard von 1881, das 1882 an der Grosvenor Gallery ausgestellt wurde und im Stil den Werken von Bastien-Lepage ähnelt. 1883 reisten La Thangue und der Bildhauer James Havard Thomas in das Rhonetal nach Donzère. Seine Arbeiten stellte er bei der Royal Society of British Artists und dem Royal Institute of Oil Painters aus.
Nach Abschluss seines Studiums in Paris kehrte La Thangue 1886 nach London zurück, wo er sich bald maßgeblich an der Bewegung zur Reform der Royal Academy beteiligte. La Thangue nahm zwar nicht an den Sitzungen seiner Malerkollegen Stanhope Forbes, Thomas Cooper Gotch und John Singer Sargent teil, die schließlich zur Gründung des New English Art Clubs führten, war aber der umstrittenste Aussteller. Er zeigte nämlich 1886 auf der ersten Ausstellung des Clubs in der Egyptian Hall unter dem Titel In the Dauphiné eine große unvollendete Skizze von Erntehelfern, die heftigen Widerspruch hervorrief. La Thangue versuchte anschließend die Mitglieder des Clubs für den ehrgeizigen Plan zu gewinnen, durch eine radikale Erhöhung der Mitgliederzahl eine nationale Gegenbewegung zur Royal Academy zu schaffen. Dies brachte ihn in Konflikt mit William James Laidlay, der als führendes Mitglied des Clubs die Mitgliedschaft eng begrenzen wollte. Schließlich scheiterte der Plan an mangelnder finanzieller Unterstützung.
La Thangue lebte Ende der 1880er Jahre einige Zeit in Norfolk und malte Szenen des einfachen Landlebens. Das Gemälde Return of the Reapers von 1886 spiegelt sein Interesse an der Fotografie und fotorealistischen Darstellungen. In Yorkshire schuf er sich unter den wohlhabenden Mühlenbesitzern eine Klientel, von denen viele zeitgenössische Kunst sammelten. In den späten 1880er Jahren besuchte La Thangue regelmäßig Bradford, nachdem er vom dortigen Arcadian Art Club zum Präsidenten gewählt worden war. Im Sommer 1891 stellte La Thangue erstmals wieder an der Royal Academy aus. In dieser Zeit wurde er wesentlich von der Newlyn School, einer bedeutenden Künstlerkolonie des späten 19. und frühen 20. Jahrhunderts, beeinflusst. Anfang der 1890er Jahre zog La Thangue nach Bosham in West Sussex, wo er weiterhin großformatige realistische Genrebilder malte, die zu einigen Kontroversen führten. 1896 wurde das Gemälde The Man with the Scythe von der Chantrey-Stiftung für die Tate Gallery aufgekauft. 1898 stellte La Thangue an der International Society of Sculptors, Painters and Gravers aus, nachdem ihn Whistler als deren Präsident eingeladen hatte.
In den folgenden Jahren zeigte La Thangue ein wachsendes Interesse am französischen Impressionismus und reiste in die Provence und nach Ligurien. Einfache dörfliche Szenen aus diesen Reisen bestimmten zunehmend seine Arbeiten. Entsprechend bedauerte er den Rückgang des Dorflebens in seiner englischen Heimat. Kurz vor dem Ausbruch des Ersten Weltkrieges inszenierte er eine Ein-Mann-Ausstellung in den Leicester Galleries, wo er eine große Auswahl von Landschaften aus dem südlichen Europa zeigte. Die Ausstellung wurde auch von Kunstkritikern als großer Erfolg gewertet. Auch Walter Sickert lobte in der Zeitschrift The New Age vom 7. Mai 1914 La Thangues virtuosen Gebrauch der malerischen Mittel und Effekte. Nach dem Krieg weilte La Thangue wieder in Ligurien und konzentrierte während der 1920er Jahre seine gesamte Produktion auf Szenen von Orangenhainen und Gärten. Ende der 1920er Jahre wurden einige seiner Gemälde bei einem Schiffsunglück vor der Küste Neuseelands zerstört. Der Künstler starb bald darauf 1929.